# Natural American Spirit

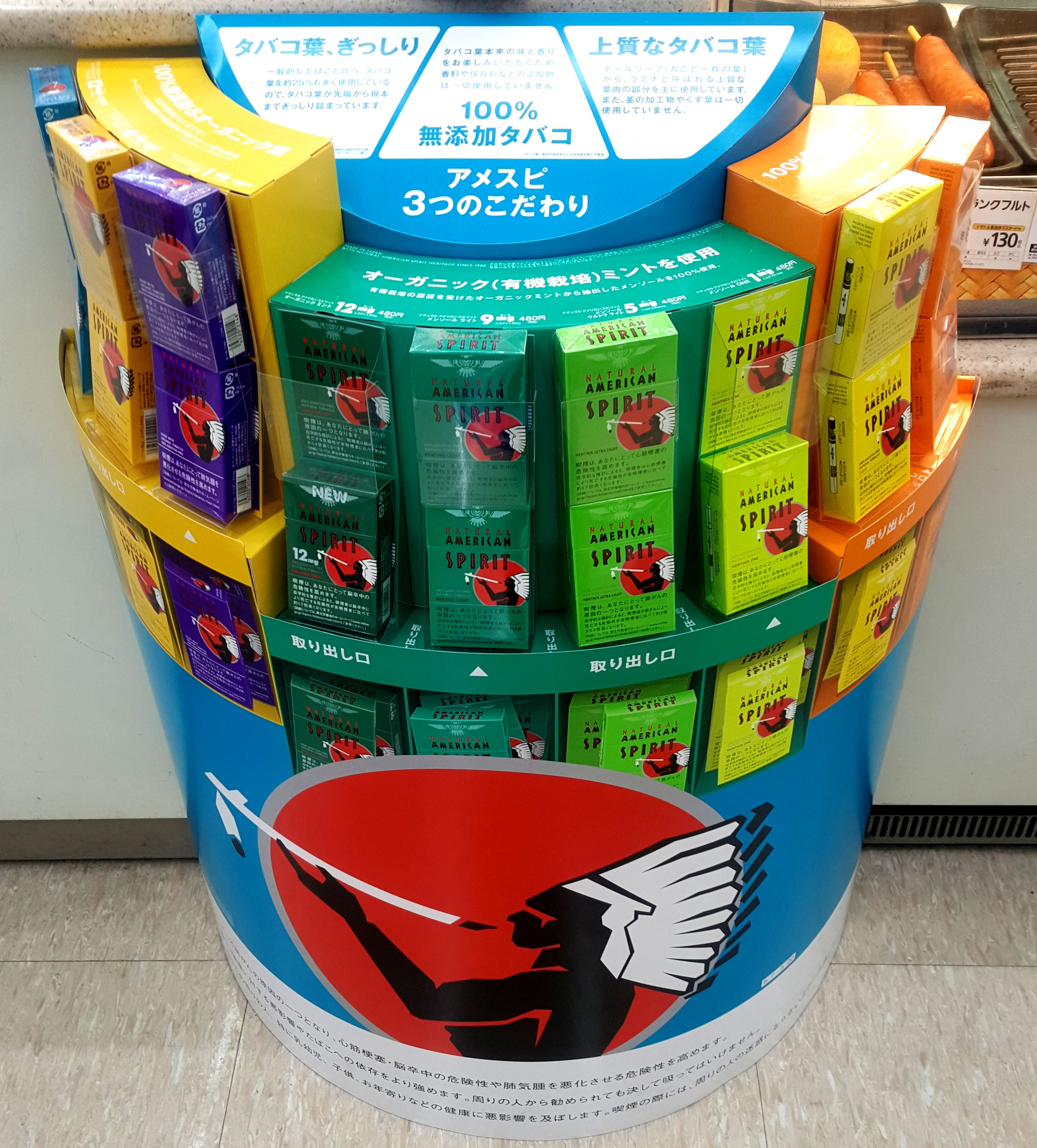
Natural American Spirit in Giappone, 2018

Natural American Spirit (chiamata comunemente American Spirit) è una marca di sigarette e tabacco da sigaretta americana. 

## Descrizione
L'azienda è stata fondata nel 1982 da Bill Drake e attualmente è di proprietà della multinazionale RAI (Reynolds American). La produzione è affidata alla Santa Fe Natural Tobacco Company. Tutti i prodotti Natural American Spirit contengono solamente foglie di tabacco senza nervature, senza aggiunta di additivi chimici e senza presenza di tabacco ricostruito o espanso.
Il simbolo della marca è l'immagine di profilo stilizzata di un Nativo d'America che fuma la pipa. La filosofia aziendale della Santa Fe Natural Tobacco Company fa infatti riferimento alla tradizione dei Nativi d'America (come dichiarato dall'azienda stessa): questa posizione si concretizza nelle numerose iniziative svolte dalla Santa Fe Natural Tobacco Company Fondation per favorire lo sviluppo dei popoli nativi d'America.
La data di confezionamento dei trinciati NAS è indicata con un codice posto sul retro della busta sopra il codice a barre, un esempio di codice è: 4054 42 181512.
Tale codice si legge in questo modo:
- 4054: lotto
- 42: macchina confezionatrice
- 18: giorno
- 15: anno
- 12: settimana (1-52)

In questo caso la busta è stata confezionata il 18/04/2015.

## Contenuto dei pacchetti[1]
| Pacchetto | Condensato | Nicotina | Ossido di carbonio (CO) |
| Blu       | 9 mg       | 1.0 mg   | 10 mg                   |
| Verde     | 7 mg       | 1.8 mg   | 8 mg                    |
| Giallo    | 5 mg       | 0.5 mg   | 5 mg                    |
| Arancio   | 3 mg       | 0.3 mg   | 3 mg                    |
| Perique   | 9 mg       | 1.0 mg   | 9 mg                    |
| Organic   | 5 mg       | 0.6 mg   | 7 mg                    |

Attualmente in Italia sono in vendita solo le varianti 'blu', 'giallo' e 'arancio'.

## Trinciati per sigarette Roll-Your-Own[2]
- Natural American Spirit – Original Blue, Virginia secco dalla confezione azzurra. In Italia è venduto in confezioni da 30g, 70g e 80g.
- Natural American Spirit – Original Yellow, Virginia secco dalla confezione gialla, meno forte della versione azzurra. In Italia è venduto in confezioni da 30g.
- Natural American Spirit – Original Perique, Original Blend con aggiunta del 5% di tabacco Perique. In Italia è venduto in confezioni da 30g.
- Natural American Spirit – Master Blend Gold, leggermente più forte e saporito dell'originale. In Italia è venduto in confezioni da 30g.